# Ciutat Jardí

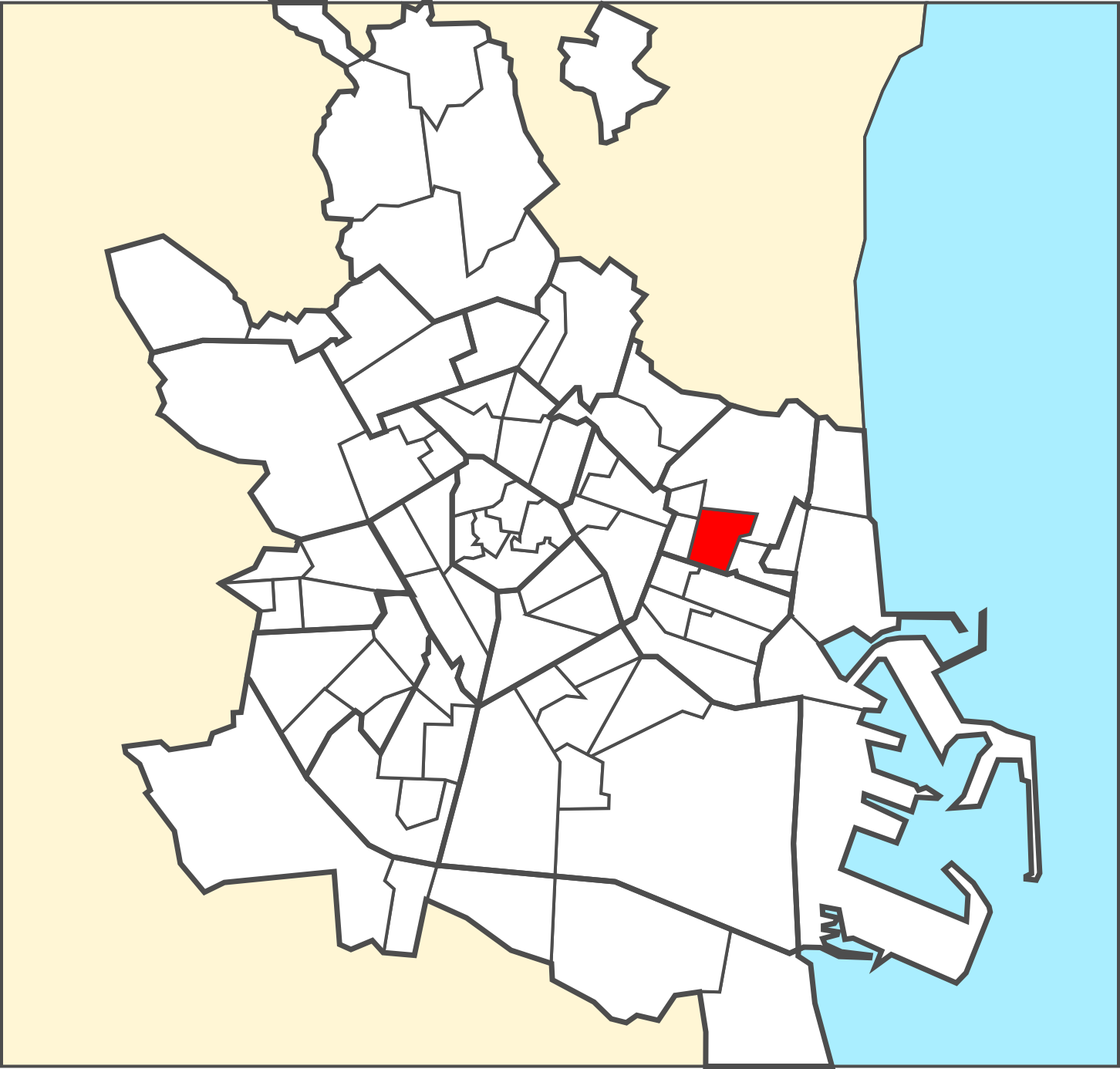
Localización del barrio dentro de Valencia.

Ciutat Jardí (en español Ciudad Jardín), es un barrio de la ciudad de Valencia (España), perteneciente al distrito de Algirós. Está situado al este de la ciudad y limita al norte con La Carrasca, al este con L'Illa Perduda, al sur con Ayora y Albors y al oeste con Amistat y La Bega Baixa. Su población en 2022 era de 11.684 habitantes.

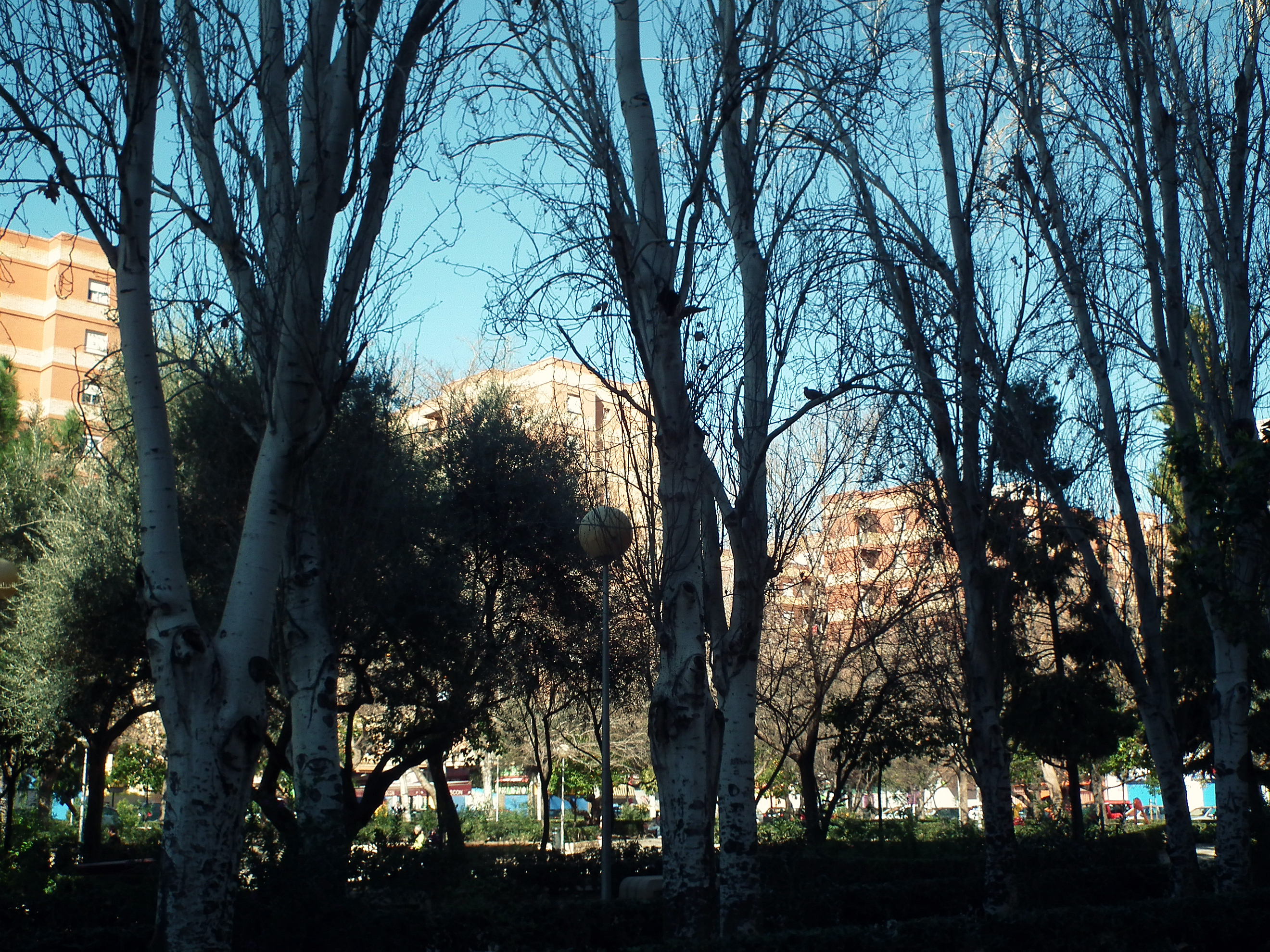
Plaza del Cedro, zona más conocida del barrio.

Es un barrio de clase media y está bien comunicado, ya que dentro del barrio se encuentra la avenida Blasco Ibáñez, la avenida Doctor Manuel Candela y las calles Músico Ginés y Santos Justo y Pastor.[cita requerida] Dentro del barrio también se sitúan la plaza del Cedro y la plaza de Honduras, zonas populares entre la juventud.
Gran parte del barrio es de edificación abierta. Debe su nombre al fallido intento de convertir la Avenida Blasco Ibáñez y sus aledaños en una Ciudad-Jardín. Dentro del barrio destacan las viviendas unifamiliares de la calle José de Orgá, construidas en la década de 1930.
En el límite sur del barrio se ubican las paradas de metro Amistat y Ayora. El campus de Tarongers de la Universidad de Valencia y el Campus de Vera de la Universidad Politécnica de Valencia se encuentran muy cerca, así como también los institutos públicos de educación secundaria Ramon Llull, El Cabanyal y El Serpis.

## Servicios públicos
- Colegio Público Explorador Andrés.[cita requerida]